# Sistema imune inato

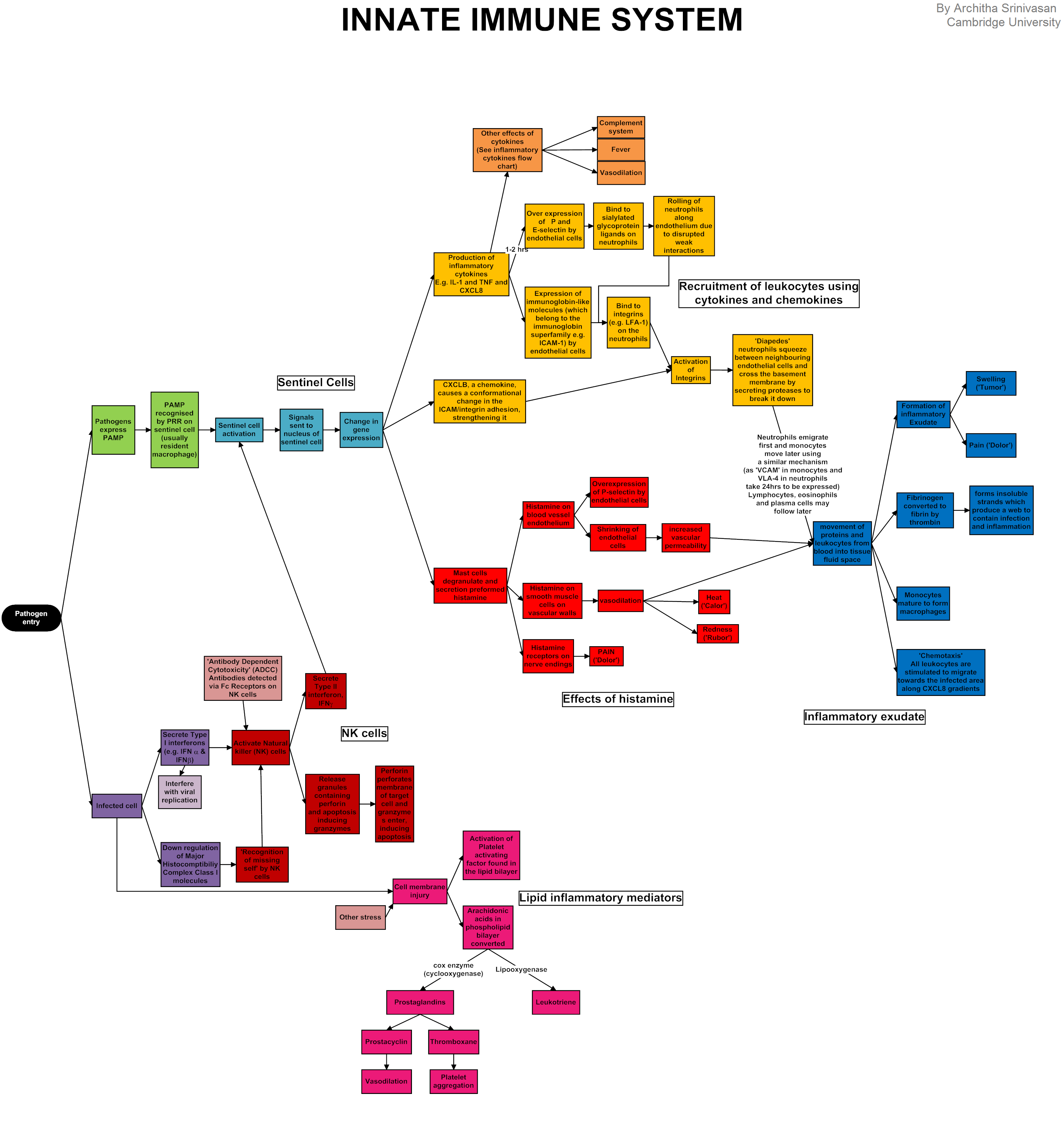
Sistema imune inato

Sistema imune inato, sistema imunitário inato ou imunidade inata é o conjunto de formas de imunidade que nasce com o indivíduo, sem necessidade de introdução de substâncias ou estruturas exteriores ao organismo.
A imunidade inata representa uma resposta rápida e estereotipada a um número grande, mas limitado de estímulos. É representado por barreiras físicas, químicas e biológicas, células especializadas e moléculas solúveis, presentes em todos os indivíduos, independentemente do contato prévio com agentes agressores ou imunógenos, e não muda qualitativa ou quantitativamente após o contato. 
Para que um micróbio ou outro parasita nos cause uma doença, ele tem de vencer várias defesas de nosso organismo: a pele, os tecidos que formam o sistema respiratório e o digestório, a lágrima, o suor e a saliva, e o ácido clorídrico do estômago.
Além de todas essas barreiras, os microrganismos têm de vencer células especializadas em destruir micróbios, como os glóbulos brancos que "comem" micróbios os que provocam sua destruição por meio de anticorpos. Nesse último caso, para cada tipo de proteína estranha que penetra no organismo - chamada antígeno - é produzido um tipo de anticorpo que adere ao invasor, neutralizando-o e facilitando a sua destruição.
O conjunto de células que realiza esse combate individualizado forma o chamado sistema imunitário.
As principais células efetoras da imunidade inata são macrófagos, neutrófilos, células dendríticas e células natural killer (NK). Fagocitose, liberação de mediadores inflamatórios, ativação de proteínas do sistema complemento, bem como síntese de proteínas de fase aguda, citocinas e quimiocinas são os principais mecanismos da imunidade inata. Esses mecanismos são ativados por estímulos específicos, representados por estruturas moleculares de ocorrência onipresente em microrganismos, mas não em espécies humanas.

## Via de entrada de patógenos
- Via Respiratória:
  - Gotículas (microrganismos >5µ);
  - Aerossóis (microrganismo <5µ).
- Via Oral (água ou alimentos contaminados);
- Via Sexual (contato físico ou com secreções);
- Via de Contato Pela Epiderme;
  - Direto (contato físico direto em ferimentos ou picadas/mordeduras de insetos ou outros seres);
  - Indireto (contato com materiais contaminados);

Quando os patógenos penetram na pele, a imunidade inata entra em ação através de células fagocíticas. Se não for suficiente para eliminar o fagócito, entra em ação a imunidade adquirida.

## Barreira contra a infecção
- Mecânicas: células epiteliais justapostas queratinizada; fluxo longitudinal de ar ou de fluídos através do epitélio (espirro); movimento de muco pelos cílios do epitélio respiratório.
- Química: ácidos graxos (pele); enzimas (lisozina – saliva, suor, lágrimas, pepsina – intestino); pH baixo (estômago), peptídios antibacterianos, defensinas, catelicidinas, criptidinas.
- Microbiológicas: a microbiota natural compete por nutrientes com a microbiota patogênica.

## Células
- Macrófagos: São mononucleares. Responsáveis pela produção de citocinas, pela lise dos antígenos fagocitados e pela produção de APC. Possuem os mesmos grânulos que os neutrófilos. Os macrófagos se originam dos monócitos, encontrados no sangue periférico (não há macrófagos no sangue periférico, só monócitos). Nos ossos os macrófagos são chamados de osteoclastos; nos pulmões de macrófago alveolar; no fígado de células de Kupfer; no tecido conjuntivo de histiócitos; e no cérebro de micróglia.
- Neutrófilos: são os mais comumente encontrados, correspondem a 95% dos fagócitos circulantes.
- Natural Killer Cell (NK): citotoxidade celular; atividade LAK; exocitose de grânulos citotóxicos; produção de citocinas. Se localizam no sangue, baço e no útero de fêmeas grávidas.
- Eosinófilos: aumentam a resposta inflamatória; liberam histamina (mediador químico); morte de parasitas.
- Mastócitos: liberação de grânulos como a histamina.

## Fagocitose
Há a ingestão de um antígeno, formando um fagossoma. Os grânulos do fagócito se unem com o fagossoma e formam o fagolisossoma, degradando a partícula. Nos grânulos se encontram lisossomas (enzimas). Os lisossomas se dividem em grânulos primários e secundários. Os grânulos primários são: defensinas (matam bactérias gram-positivas), mieloperoxidase (explosão respiratória), hidrolases neutra e ácida (degradam produtos bacterianos) e lisozima. Os grânulos secundários são: também a lisozima (destrói a parede celular das bactérias), lactoferrina (liga-se ao ferro sendo competidora, faz com que sobre menos ferro para se ligar aos patógenos) e colagenase.